# Židé ve Spojeném království

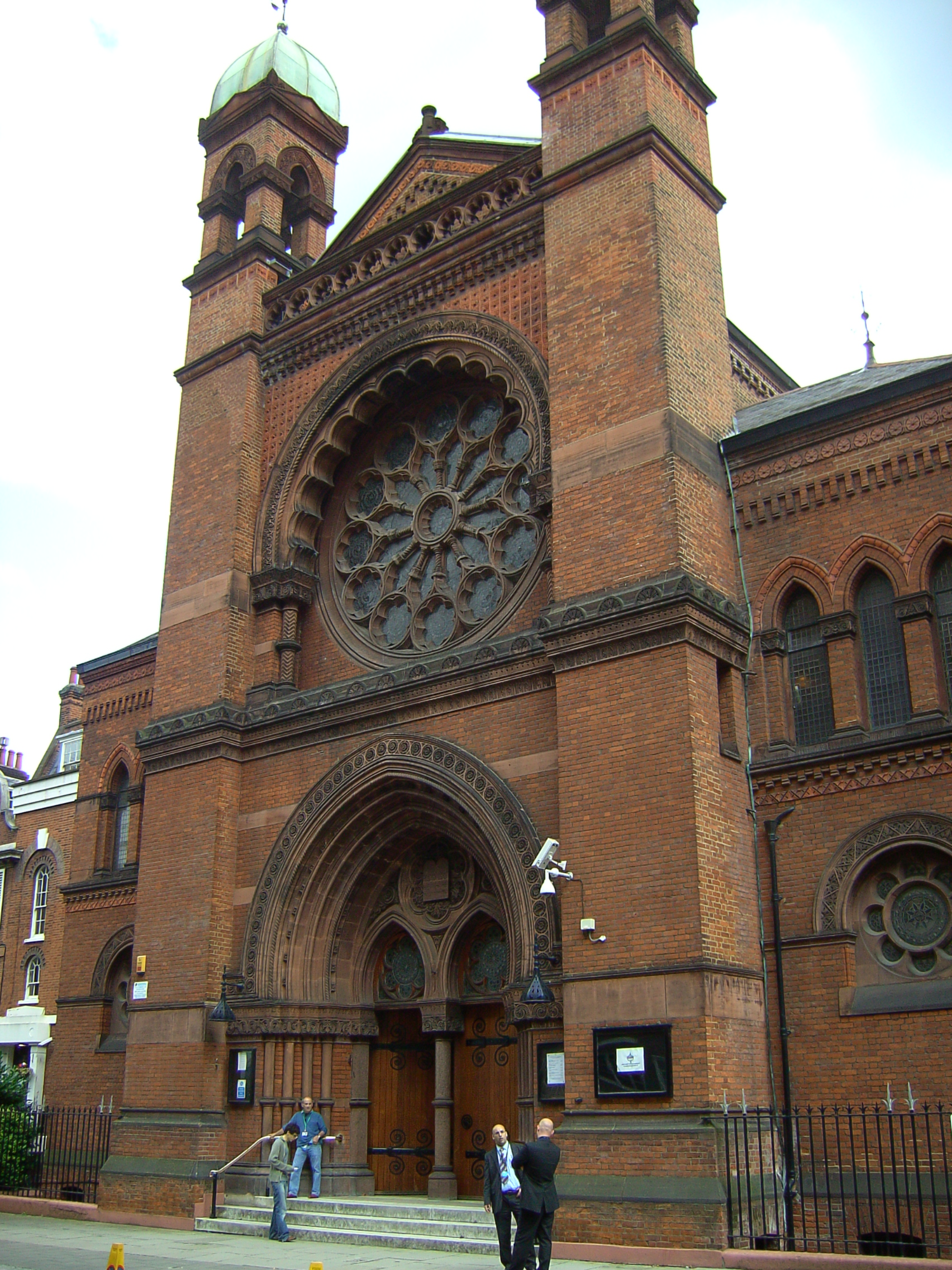
Synagoga New West End

Židé ve Spojeném království byly díky zeměpisným podmínkám a dějinám Spojeného království poněkud vyčleněni od kontinentální Evropy, a tak i jejich vývoj byl do jisté míry odlišný.
Židé jsou v Anglii doloženi od normanského záboru (1066), ale v letech 1290–1656 odtud byly vyhnáni a měli zde zakázaný pobyt. Nejstarší komunitu tvoří sefardští Židé původně vyhnaní z Iberijského poloostrova na konci 15. století. Většinu však tvoří aškenázští Židé, kteří sem přicházeli ve vlnách během útisku zejména z německých zemí a z východní Evropy, z ruského impéria. Emancipace britských Židů probíhala společenským vzestupem jednotlivců spíše než rozšiřování jejich práv zákony. Zlomové okamžiky byly v r. 1833, kdy byl první Žid vpuštěn do soudnictví, r. 1847 do parlamentu, r. 1871 (konvertovaný Disraeli) do vlády a r. 1909 do kabinetu.
Podle sčítání lidu v letech 2021–2022 bylo britských Židů 277 653. Naprostá většina (cca 97 %) žije v Anglii, z toho zhruba 2/3 Londýně. Británie má jednu z největších židovských menšin, v Evropě druhou největší po Francii.

## Historie

### Středověk a vyhnání
První písemná zmínka o židovském osídlení Anglie pochází z roku 1066, kdy několik Židů připlulo do Anglie s Vilémem Dobyvatelem, ačkoliv se předpokládá, že se zde nacházeli již od římských časů. 
Od 12. století jsou doloženy projevy antisemitismu a pogromy. Nejstarší doložená legenda o židech rituálně vraždících křesťanské děti, aby získali jejich krev, vznikla po smrti dvanáctiletého chlapce v Norwichi v roce 1144, další případ byl roku 1255 v Lincolnu. Vilém z Norwiche a Hugo z Lincolnu pak byli uctíváni jako svatí (bez oficiálního schválení). Pogromy proběhly v letech 1189–1190 v souvislosti s třetí křížovou výpravou; v Yorku snahy o násilný křest vedly k hromadné sebevraždě. Po čtvrtém lateránském koncilu (1215) a nárůstu antisemitismu byly práva anglických Židů omezeny statutami (zákony) vydanými v letech 1253 a 1275. 
Židé byli z Anglie vyhnáni ediktem krále Eduarda I. vydaným 18. července 1290. V židovském kalendáři to byl 9. den měsíce av roku 5050 a je to proto jedna z velkých pohrom židovských dějin připomínaných v postní den Tiš'a be-av. 

### Návrat Židů v novověku
Židé se v menších počtech začali vracet do Anglie teprve v 16. století, kdy použil Jindřich VIII. židovských učenců k ospravedlnění svého rozvodu s Kateřinou Aragonskou a sňatku s Annou Boleynovou. Vznik puritanismu znamenal nový anglický zájem o Židy. Puritány - stoupence militantní odnože kalvinismu - zaujala představa Židů jako strážců jazyka a tradice Starého zákona. Podobné nadšení sdílel i Oliver Cromwell a jeho nástup do čela Anglie počátkem 17. století byl předzvěstí znovupřijetí Židů. Cromwellovi agenti navázali nejprve kontakt se slavným Rabbim Menašem ben Izraelem z Amsterodamu. Ten si za svůj cíl vytyčil návrat Židů do Anglie. Po neúspěšné Whitehallské konferenci z roku 1655 se Cromwell rozhodl schválit, aby byli Židé přijati zpět mlčky a neoficiálně. Angličtí Židé však Cromwellovy ani Menašeho plány nikterak nepodporovali a z faktu, že byla jejich existence v Londýně odhalena, nadšeni nebyli. Teprve válka Anglie se Španělskem v roce 1656 je přiměla vyjít na světlo, protože tím, že se prochlásili za uprchlé marranos, se mohli vyhnout zabavení majetek, které postihlo nepřátelské Španěly. Díky několika královským prohlášením se po restauraci mohla jejich komunita rozvíjet a těšit se náboženské toleranci, jež se brzy stala charakteristickým znakem anglického života.

### Postupná emancipace

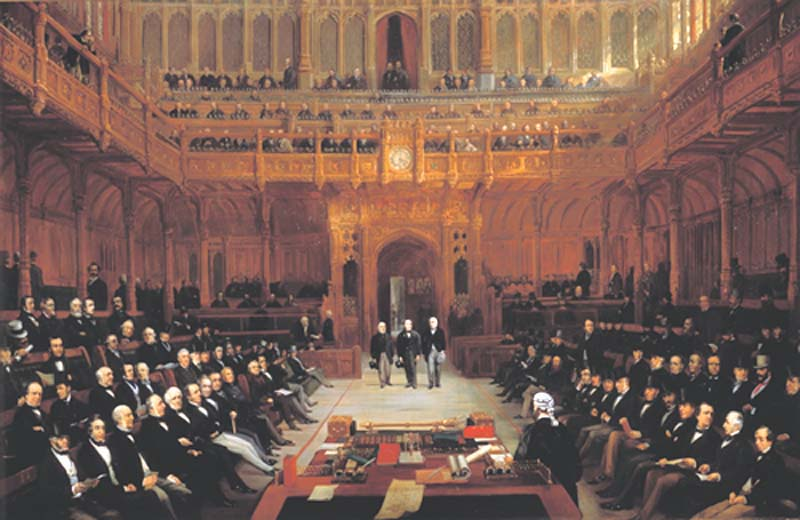
Uvedení prvního židovského člena dolní sněmovny - barona Lionela de Rothchilda (1858)

Počet Židů v Londýně zvýšilo zejména přistěhovalectví. Jedinou další židovskou komunitou na britských ostrovech se stala malá sefardská obec v Dublinu. V průběhu 2. poloviny 18. století vznikla řada kongregací ve venkovských městech.
Židé v Anglii byli účastníky mnoha prvenství. Od prvního rytíře (1700), přes prvního londýnského starostu až po tzv. emancipaci Židů (1858). 26. června 1858 pak zasedl v dolní sněmovně baron Lionel Rothschild.

### Statistika
| rok  | počet Židů v Anglii |
| ---- | ------------------- |
| 1660 | 150                 |
| 1690 | 400                 |
| 1734 | 6 000               |
| 1790 | 26 000              |
| 1850 | 30 000              |
| 1882 | 46 000              |

### Chronologie

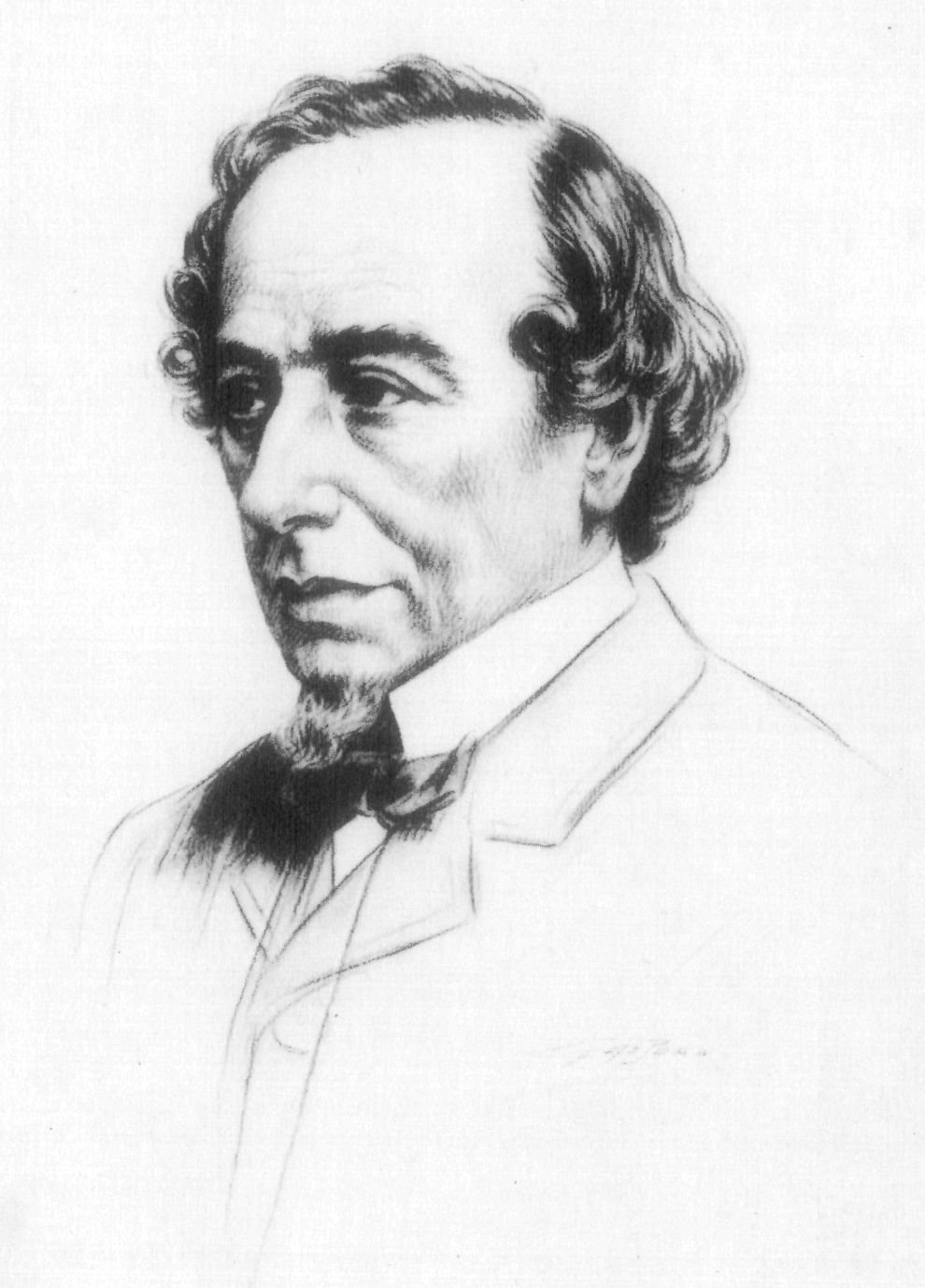
Benjamin Disraeli - první židovský ministerský předseda.

- 1290 - vyhnání Židů z Anglie Eduardem I.
- 1494 - první důkazy o Židech v tudorovské Anglii
- 7. července 1594 - poprava Dr.Rodriga Lopeze na základě obvinění ze zrady a ze spiknutí k otrávení královny Alžběty I.
- 1609 - portugalští kupci jsou pro podezření, že jsou Židé, vypovězeni z Londýna
- 1649-1660 - Commonwealth ovládaný Oliverem Cromwellem
- září 1655 - do Londýna přijíždí Menaše ben Jisrael
- 31. října 1655 - Menaše předkládá Státní radě petici o sedmi bodech, požaduje povolení návratu Židů do Anglie
- 14. listopadu 1655 - Cromwell vybírá členy whitehallské konference, která má prodiskutovat otázku návratu Židů
- 4.-18. prosince 1655 - schází se whitehallská konference, ale nepodaří se jí dospět k rozhodnutí, a proto ji Cromwell s hněvem rozpouští a rozhodne se řešit věc neformálně
- březen 1656 - Anglicko-španělská válka
- 24. března 1656 - angličtí Židé se obracejí s peticí na Cromwella a prohlašují, že jsou spíše marranos, než nepřátelští Španělé; Cromwell odmítne písemně odpovědět, ale mlčky jim povolí zůstat v Anglii a žít i vyznávat svobodně svou víru
- září 1657 - na zpáteční cestě do Nizozemska v Middleburgu umírá Menaše ben Jisrael
- 1660 - restaurace Karla II.
- 22. srpna 1664 - petice Židů Karlovi II., který vydává formální písemné konstatování tolerance
- 1673 - židovské obci je zajištěna svoboda vyznání
- 1674, 1685 - další královské deklarace potvrzující sliby z roku 1664; v roce 1685 odvolal ve Francii Ludvík XIV. toleranci vůči hugenotům, kterou jim zajišťoval Edikt nantský
- 1687 - Newtonovy Principia mathematica
- 1689 - Vilém III. a Marie II., dosazení na trůn Slavnou revolucí, přijímají ústavu vyhlášenou parlamentem; toleranční zákon povoluje provádění obřadů všem s výjimkou katolíků, Židů a unitářů
- 1697 - omezení počtu „židovských makléřů“ v Londýně na 12
- 1698 - zákon na potlačování rouhání mlčky uznává legálnost vyznávání judaismu v Anglii
- 23. června 1700 - Solomon de Medina je Vilémem III. povýšen do šlechtického stavu
- 1701 - je otevřena majestátní sefardská synagoga v Bevis Marks
- 1705 - v Londýně je otevřena hebrejská tiskárna
- 1753 - je vydán „židovský zákon“, který poskytl malému počtu zámožných Židů omezenou emancipaci
- 1831 - londýnští Židé obdrží městské svobody
- 1837 - královna Viktorie povyšuje do šlechtického stavu Mošeho Montefiore
- 1841 - Isaac Lyon Goldsmid se stává baronetem: je to první Žid, který obdrží dědičný titul
- 1855 - první Žid starostou Londýna
- 26. července 1858 - „Emancipace Židů“; Lionel de Rothchild zasedá ve sněmovně (ale nikdy nepromluví)
- 1874 - ministerským předsedou se stává Benjamin Disraeli

## Demografie

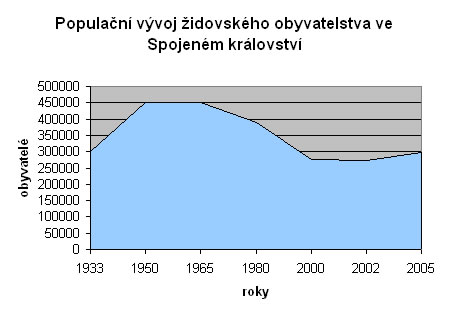
Zdroje dat: rok 1933, rok 1950, rok 1965, rok 1980, rok 2002, rok 2005

V letech 1990 až 2006 poklesla židovská populace Spojeného království ze 340 000 na 270 000. Podle údajů z roku 1996 si téměř každý druhý britský Žid bere za partnera osobu jiného náboženství. Mezi lety 2005 a 2008 se židovská populace zvýšila z 275 000 na 280 000, což je připisováno vysoké míře porodnosti Charedim (ultraortodoxních Židů). Podle studie z roku 2007 provedené na University of Manchester byli za 75% dětí narozených britským Židům zodpovědní Charedim. Ultraortodoxní Židovky mají za život v průměru 6,9 dětí, zatímco sekulární Židovky jen 1,65 dětí. Trend proto směřuje k přeměně britské židovské komunity na ultraortodoxní, zatímco sekulární Židé se začlení do majoritní britské společnosti.